# Acanthoparyphium spinullsum
Acanthoparyphium spinullsum är en plattmaskart. Acanthoparyphium spinullsum ingår i släktet Acanthoparyphium och familjen Echinostomatidae. Inga underarter finns listade i Catalogue of Life.